# (7142) Spinoza
Pour les articles homonymes, voir Spinoza (homonymie).
(7142) Spinoza est un astéroïde de la ceinture principale.

## Description
(7142) Spinoza est un astéroïde de la ceinture principale. Il fut découvert par Eric Walter Elst le 12 août 1994 à La Silla. Il présente une orbite caractérisée par un demi-grand axe de 3,1628 UA, une excentricité de 0,1055 et une inclinaison de 0,3292° par rapport à l'écliptique.
Il fut nommé en hommage au philosophe hollandais Baruch Spinoza.

## Compléments